# Одред отписаних: Нова мисија
Одред отписаних: Нова мисија (енгл. The Suicide Squad) амерички је суперхеројски филм из 2021. године темељен на тиму суперзликоваца Одред отписаних DC Comics-а. Продуцената DC Films-а, Atlas Entertainment-а и The Safran Company-ја и дистрибутера Warner Bros. Pictures-а, представља самостални наставак филма Одред отписаних (2016) и десети филм у DC-јевом проширеном универзуму (DCПУ). Написао га је и режирао Џејмс Ган и звезде су ансамблска подела улога као што су Марго Роби, Идрис Елба, Џон Сина, Џоел Кинаман, Силвестер Сталоне, Вајола Дејвис, Џај Кортни и Питер Капалди. У филму, оперативна група осуђеника послата је да уништи доказе о огромном ванземаљцу Стару.
Дејвид Ајер требало је да се врати као редитељ за наставак филма Одред отписаних до марта 2016. године, али је у децембру уместо тога одлучио да развије филм о Сиренама Готам Ситија. Warner Bros. је разматрао неколико замених редитеља пре него што је у септембру 2017. запослио Гавина О'Конора. Отишао је до октобра 2018, а Ган је ангажован да напише и режира филм након што су га Disney и Marvel Studios привремено отпустили као редитеља филма Чувари галаксије 3 (2023). Инспирацију је црпио из ратних филмова и стрипова Одред отписаних из 1980-их Џона Острандера, те је одлучио истражити нове ликове у причи одвојеној од нарације првог филма, иако се неки чланови глумачке екипе ипак враћају из филма Одред отписаних. Снимање је почело у септембру 2019. у Атланти и завршило се у фебруару 2020. године у Панами.
Филм је биоскопски издат 30. јула 2021. године у Уједињеном Краљевству и 5. августа у Сједињеним Државама, док је једномесечно стримовање на HBO Max-у почело истог дана. Филм је биоскопски издат 5. августа 2021. године у Србији, дистрибутера Blitz Film & Video Distribucija. Добио је позитивне критике критичара, који су похвалили Ганову режију, визуелни стил и писање. Многи су сматрали да је филм значајно побољшање у односу на претходника. Међутим, филм није остварио финансијски успех, зарадивши само 167,4 милиона долара широм света наспрам буџета од 185 милиона долара. Спин-оф телевизијска серија у којој глуми Сина, Миротворац, издата је у јануару 2022. године на HBO Max-у.

## Радња
Обавештајна службеница Аманда Волер окупља два тима оперативне групе Икс, колоквијално позната као „Одред отписаних”, које се састоје од затвореника Бел Рејва који пристају да изврше мисију у замену за скраћене казне. Послани у јужноамеричку острвску државу Корто Малтез након што је њену владу збацио антиамерички режим, тимови имају задатак да униште лабораторију Јотунхајм саграђену током Трећег рајха, у којој се налази тајни експеримент, „пројекат Морска звезда”. Један тим је скоро у потпуности збрисала војска Корто Малтеза по слетању, а преживели су само вођа тима, пуковник Рик Флег и Харли Квин. Заседа која је задесила први тим служи као диверзија, омогућавајући другом тиму да уђе у земљу. Предвођен плаћеником Бладспортом, преживели тим чине Миротворац, Краљ Ајкула, Полка-Дот Мен и Реткечер 2.
Волерова наређује одреду да пронађе Флега, који је побегао од војске, али су га побуњени војници ухватили. Тим проналази базу побуњеника и масакрира их, док касније сазнају да је Флег у добрим односима са вођом побуњеника, Сол Соријом. Она пристаје да им помогне, упркос ономе што су урадили, а група ухвати главног научника пројекта Морска звезда, Мислиоца. Харли је заробљена од стране владе Корта Малтеза и одведена новом диктатору Силвију Луни, који жели да је ожени. Сазнавши за Лунине планове да искористи пројекат Морска звезда, Харли га убија и бежи. Она се придружује осталима, који користе Мислиоца да провале у Јотунхајм и додају експлозив.
Флаг и Реткечер 2 улазе у лабораторију пројекта Морска звезда са Мислиоцем и проналазе Стара, освајача, џиновску ванземаљску морску звезду која ствара мање верзије себе да убија људе и контролише њихова тела. Мислилац објашњава да је Стара на Земљу донела америчка влада, која је деценијама тајно финансирала експерименте користећи грађане Корто Малтеза као испитанике. Побеснели Флег одлучује да открије хард-диск који садржи доказе о томе, али га убија Миротворац коме је Волерова наредила да прикрије умешаност САД. У међувремену, окршај између остатка тима и војске доводи до тога да Полка-дот Мен случајно активира експлозив. Док се Јотунхајм распада, диск узима Реткечер 2. Миротворац покушава да је убије јер је знала истину о Стару, али Бладспорт га убија и преузима диск.
Старо бежи из уништеног Јотунхајма, убија Мислиоца и већи део војске и почиње да преузима контролу над становништвом острва. Волерова говори тиму да је њихова мисија завршена и наређује им да оду, али Бладспорт одлучује да предводи тим у борби против Стара; Волерова покушава да их погуби због овога, али је њени подређени онесвесте. Старо убија Полка-Дот Мена, Харли му пробија око, а Реткечер 2 призива градске пацове да изнутра сажваћу Стара. Пошто је војска преусмерена, Сорија преузима контролу над владом и обећава демократске изборе. Бладспорт приморава Волерову да ослободи њега и преживеле чланове одреда у замену за чување поверљивости садржаја диска, а они су авионом пребачени из Корто Малтеза. У сцени након завршне шпице, Волерова кажњава своје подређене тако што их додељује у нову мисију са Миротвроцем, који се опоравља у болници.

## Улоге
| Глумац              | Улога                           |
| ------------------- | ------------------------------- |
| Марго Роби          | др Харлин Квинзел / Харли Квин  |
| Идрис Елба          | Роберт Дубоа / Бладспорт        |
| Џон Сина            | Кристофер Смит / Миротворац     |
| Џоел Кинаман        | Рик Флаг                        |
| Силвестер Сталоне   | Краљ Ајкула                     |
| Питер Капалди       | Гајус Гривс / Мислилац          |
| Вајола Дејвис       | Аманда Волер                    |
| Дејвид Дастмалчијан | Абнер Крил / Полка-Дот Мен      |
| Џај Кортни          | Џорџ Харкнес / Капетан Бумеранг |
| Мајкл Рукер         | Брајан Дарлин / Савант          |